# ジョニー・ギル
ジョニー・ギル（Johnny Gill、1966年5月22日 - ）は、アメリカ合衆国のシンガーソングライター、俳優。R&B/ポップ・グループ「ニュー・エディション」に最後に加入した6番目のメンバーであり、ジェラルド・レヴァートやキース・スウェットとのスーパーグループ「LSG」でも活動した。これまでにソロで8作、ニュー・エディションのメンバーとして8作、LSGのメンバーとして2作、ステイシー・ラティソウ (Stacy Lattisaw) とのコラボレーションで1作のアルバムをそれぞれ発表している。

## 生い立ち
ジョニー・ギル・ジュニアは1966年5月22日、アメリカ合衆国ワシントンD.C.にてバプテスト派の牧師ジョニー・ギル・シニア (Johnny Gill Sr.) とその妻アニー・メイ・ギル (Annie Mae Gill) の間に生を受けた。あるクリスマスに父親からエレキギターをプレゼントされた4兄弟の末っ子ジョニーは5歳で3人の兄、ボビー、ジェフ、そしてのちにソロ・レコーディング・アーティストやII・D・エクストリーム (II D Extreme) のメンバーとして活動するランディ・ギル (Randy Gill) とともにバンドを結成した。7歳の頃にはこのバンドはジョニー率いる母アニー・メイ、兄2人との4人組ファミリー・ゴスペル・グループ「ジョニー・ギル・アンド・ザ・ウィングス・オブ・フェイス」(Johnny Gill and the Wings of Faith) へと発展し、地元や南部の教会で演奏活動を行うようになった。キンボール小学校 (Kimball Elementary) を経てスーザ中学校 (Sousa Junior High) を卒業したジョニーは、音楽活動の影響で通学に支障が生じはじめていたため家庭教師のもとで学習に取り組み、1984年夏に高等学校卒業と同等の資格を取得した。その後は電気工学を学ぶべく大学に進学する心づもりがあった。

## 音楽活動

### 初期
ジョニーのレコーディング・キャリアは、16歳の1982年、幼なじみであったステイシー・ラティソウ（Stacy Lattisaw）からデモを録音するよう説得されたことから始まった。このデモはアトランティック・レコード傘下コティリオン・レコードの社長、ヘンリー・アレンの手に渡り、翌1983年にセルフタイトル・デビュー・アルバム『ジョニー・ギル』(Johnny Gill)がリリースされた。ジョニーはこのころすでに年齢を上回る円熟味を備えた歌声の持ち主であった。翌1984年には、ステイシーとデュエットアルバム『パーフェクト・コンビネイション』(Perfect Combination)を、さらに翌年の1985年には2作目のソロ・アルバム『ケミストリー』(Chemistry)をリリースした。

### ニュー・エディション
ジョニーは1987年、ニュー・エディションのメンバー、マイケル・ビヴィンズ (Michael Bivins) から同グループにスカウトされ、そのキャリアの新たな1章をスタートさせた。ボビー・ブラウンがグループから外れ、リードシンガーのラルフ・トレスヴァントも当時ソロ活動のための脱退がうわさされている状況で、後任として迎え入れられたのがジョニーであった。ジョニーはニュー・エディション唯一の非ボストン出身メンバーとなった。1リードシンガーを務める最年長のジョニー（そして最終的にはグループに留まりソロ活動のスタートを遅らせたラルフ）とともに、ニュー・エディションはアルバム『ハート・ブレイク』(Heart Break)でより成熟した大人のサウンドを展開し、「キャン・ユー・スタンド・ザ・レイン」(Can You Stand The Rain)、「N.E.ハート・ブレイク」(N.E. Heartbreak)、「恋でなければ」(If It Isn't Love)、そして大成する後輩グループの名前の由来ともなるジョニー主導の「ボーイズ・トゥ・メン」(Boys To Men)といった楽曲でチャートをにぎわせた。

### ステイシーとの再共演
この後、ジョニーは「ホエア・ドゥ・ウィ・ゴー・フロム・ヒア」(Where Do We Go from Here)でステイシーと再度デュエットし、ブラックチャートで第1位を獲得した。

### ソロ活動
ロマンティックなバラードの歌い手としての役割を果たしつづける一方で、当時商業的ピークを迎えていた音楽スタイル「ニュージャックスウィング」 のスターとしても台頭してくるジョニーは1990年、4つのブラック／R&Bチャート第1位・第2位獲得曲、すなわちサックス奏者ケニー・Gをフィーチャーしたバラード「マイ、マイ、マイ」(My, My, My)、アップテンポのダンサブルな先行シングル「ラブ・ユー・ザ・ライト・ウェイ」(Rub You the Right Way)、そして「フェアウェザー・フレンド」(Fairweather Friend) や「ラップ・マイ・ボディ・タイト」(Wrap My Body Tight)を含む2度めのセルフタイトル・アルバム『Johnny Gill』（邦題『ロンリー・ナイト』）をモータウンからリリースした。当時の人気プロデューサー・チーム、ジャム&ルイスとLA&ベイビーフェイスはこのとき初めて1アーティストの作品に同時参加した。このうちベイビーフェイスはジョニーを「これまで一緒に仕事をした中で最高のシンガーだ」と評している。本作はダブル・プラチナ認定を受けたほかグラミー賞にもノミネートされた。
翌1991年 - 1992年にかけては『ニュー・ジャック・シティ』『モー・マネー』『ブーメラン』と、複数の映画のサウンドトラックに参加した。またレゲエ・ミュージシャンのシャバ・ランクス (Shabba Ranks) の楽曲「スロウ・アンド・セクシー」(Slow and Sexy) などへの客演も行なっている。
1993年には「クワイエット・タイム・トゥ・プレイ」(Quiet Time to Play)、「ラヴ・アディクション」(A Cute, Sweet, Love Addiction)、ゴスペルソング「アイ・ノウ・ホエア・アイ・スタンド」(I Know Where I Stand)といった楽曲を収める『プロヴォカティヴ』(Provocative) をリリースした。前掲の2チームは今回もその名を連ねた。本作はゴールド認定を受けた。
1994年、杏里のアルバム『16th Summer Breeze』に参加し、「MOVE ME」でデュエット・パートナーを務める。
1996年には表題曲や「ラヴ・イン・アン・エレベーター」(Love In an Elevator)、「メイビー」(Maybe) などを収める『レッツ・ゲット・ザ・ムード・ライト』(Let's Get the Mood Right)をリリースした。この作品にはベイビーフェイス、ジャム&ルイスに加え、スティーヴィー・ワンダー、R・ケリー、トニー・リッチ (Tony Rich) といったアーティストが参加した。本作もゴールド認定を受けた。

### ニュー・エディション再結成
ジョニーの『レッツ・ゲット・ザ・ムード・ライト』と前後してニュー・エディションは脱退したボビーを含む6人体制での再結成を果たし、同作にひと月先駆けてアルバム『ホーム・アゲイン』(Home Again)をリリースした。

### LSG
1997年にはジェラルド・レヴァート、キース・スウェットとスーパーグループ「LSG」（メンバーの姓、Levert/Sweat/Gillの頭文字）を結成しダブルプラチナ・デビュー・アルバム『レヴァート、スウェット、ギル』(Levert.Sweat.Gill)を、2003年には『LSG2』をリリースした。

### ニュー・エディション2度めの再結成
2004年にはニュー・エディションがボビーを除いたメンバーで再び集い、P・ディディことショーン・コムズのバッド・ボーイ・レコードとの契約のもとシングル「ホット・2ナイト」(Hot 2Nite)などを収めるアルバム『ワン・ラヴ』(One Love)をリリースした。

### ソロ活動への回帰
2011年、ジョニーは「イン・ザ・ムード」(In The Mood)、「ジャスト・ザ・ウェイ・ユー・アー」(Just The Way You Are)、「イット・ウッド・ビー・ユー」(It Would Be You)、「セカンド・プレイス」(2nd Place)といった楽曲を収める15年ぶりのソロ・アルバム『スティル・ウィニング』(Still Winning) をリリースした。2014年に自主レーベル「J・スキルズ・レコーズ」(J Skillz Records) を立ち上げると、同年末、ニュー・アルバム『ゲーム・チェンジャー』(Game Changer)をここからリリースした。同作からはシングル「ビハインド・クローズド・ドアーズ」(Behind Closed Doors)、表題曲「ゲーム・チェンジャー」(Game Changer)などいくつものアダルトR&Bラジオヒットが生まれた。また「ディス・ワンズ・フォー・ミー・アンド・ユー」(This One's For Me And You)にはニュー・エディションのメンバーたちがフィーチャーされている。2017年にはチャーリー・ウィルソン (Charlie Wilson) の『イン・イット・トゥ・ウィン・イット』(In It To Win It)ツアーにファンテイジア (Fantasia) とともにゲスト参加した。2019年9月6日にはシーラ・Eとカルロス・サンタナを迎えた「フィエスタ」(Fiesta)やニュー・エディションのラルフとの共演曲「パーフェクト」(Perfect)などを収める前作の続編『ゲーム・チェンジャー2』(Game Changer 2)をリリースした。

## 俳優としての活動
ジョニーは2014年4月23日時点で俳優としてテレビ・映画に80回以上出演しており、テレビ番組『ファミリー・マターズ』(Family Matters)へのカメオ出演、2006年の映画『マデアズ・ファミリー・リユニオン』(Madea's Family Reunion)における「ユー・フォー・ミー」(You For Me)の歌唱といった経歴をもつ。また2009年にはロビン・ギヴンズ、シャーリー・マードック (Shirley Murdock)、ジャーメイン・クロフォード (Jermaine Crawford) とともに舞台作品『ア・マザーズ・プレイヤー』(A Mother's Prayer)に主演している。

## 受賞・表彰記録
グラミー賞
ジョニーはニュー・エディションとソロでそれぞれ1度ずつ、合わせて2度グラミー賞にノミネートされている。
| 年                          | 作品                                                               | 部門                                                 | 結果       |
| --------------------------- | ------------------------------------------------------------------ | ---------------------------------------------------- | ---------- |
| 1989年 （第31回グラミー賞） | 「恋でなければ」 (If It Isn't Love) （ニュー・エディションとして） | 最優秀R&B・デュオ/グループ・ボーカル・パフォーマンス | ノミネート |
| 1991年 （第33回）           | 『ロンリー・ナイト』 (Johnny Gill)                                 | 最優秀R&B・男性パフォーマンス                        | ノミネート |

1991年にはソウル・トレイン・ミュージック・アワードにおいて『ロンリー・ナイト』(Johnny Gill)でベストR&B/アーバン・コンテンポラリー・アルバム・オブ・ザ・イヤー（男性）を、「マイ・マイ・マイ」(My, My, My)でベストR&B/アーバン・コンテンポラリー・シングルを受賞した。
2019年には『ゲーム・チェンジャー2』(Game Changer 2)でソウルトラックス・リーダーズ・チョイス・アワード (SoulTracks Readers' Choice Award) のアルバム・オブ・ザ・イヤーを受賞した
。

## ディスコグラフィ

### スタジオ・アルバム
- 『ジョニー・ギル』 - Johnny Gill （1983年）
- 『ケミストリー』 - Chemistry （1985年）
- 『ロンリー・ナイト』 - Johnny Gill （1990年）
- 『プロヴォカティヴ』 - Provocative （1993年）
- 『レッツ・ゲット・ザ・ムード・ライト』 - Let's Get the Mood Right （1996年）
- 『スティル・ウィニング』 - Still Winning （2011年）
- 『ゲーム・チェンジャー』 - Game Changer （2014年）
- 『ゲーム・チェンジャー2』 - Game Changer 2 （2019年）

### コラボレーション・アルバム
- 『パーフェクト・コンビネイション』 - Perfect Combination - ステイシー・ラティソウ (Stacy Lattisaw) と（1984年）
- 『ハート・ブレイク』 - Heart Break - ニュー・エディションのメンバーとして（1988年）
- 『ホーム・アゲイン』 - Home Again - ニュー・エディションのメンバーとして（1996年）
- 『レヴァート、スウェット、ギル』 - Levert.Sweat.Gill - LSG（英語版）のメンバーとして（1997年）
- 『LSG2』 - LSG2 - LSGのメンバーとして（2003年）
- 『ワン・ラヴ』 - One Love - ニュー・エディションのメンバーとして（2004年）

## ツアー
- 『ジョニー・ギル・ツアー1990-1991』(Johnny Gill Tour 1990-1991)
- 『プロヴォカティヴ・ツアー1993』(Provocative Tour 1993)（1993年）
- 『レッツ・ゲット・ザ・ムード・ライト・ツアー』(Let's Get the Mood Right Tour)（1996年 - 1997年）
- 『21ナイツ・イン・ジャパン：スティル・ウィニング』(21 Nights In Japan: Still Winning)（2011年）
- 『ゲーム・チェンジャー・トーキョー・ライヴ』(Game Changer Tokyo Live)（2015年）
- 『チャーリー・ウィルソンズ・イン・イット・トゥ・ウィン・イット・ツアー』(Charlie Wilson's In It to Win It Tour)（2016年）